# Gerd Ebner
Gerd Ebner (* 30. Mai 1945 im Lavanttal, Kärnten) ist ein Offizier des österreichischen Bundesheers im Ruhestand, zuletzt Generalmajor. Er war zuletzt Militärkommandant von Kärnten.

## Leben
Gerd Ebner besuchte nach Volksschule in Wolfsberg das Stiftsgymnasium St. Paul, wo er 1964 maturierte. Nach der Absolvierung der Einjährig-Freiwilligen-Ausbildung von 1965 bis 1968 besuchte er die Theresianische Militärakademie in Wiener Neustadt. Nach seiner Ausmusterung folgte die Verwendung als Artillerieoffizier in Feldbach in der Steiermark und in Wiener Neustadt.
1972 bis 1975 war er Lehrgruppenoffizier an der Militärakademie. Danach absolvierte er den 8. Generalstabskurs an der Landesverteidigungsakademie in Wien, die er 1978 abschloss. In der Folge war er bis 1981 Taktiklehrer an der Militärakademie, später bis 1984 verantwortlich für die Versorgung der 1. Panzergrenadierdivision in Baden bei Wien. 1984 bis 1997 war Gerd Ebner zudem sechs Jahre lang Kommandant von zwei Generalstabskursen und sechs Jahre lang Stabschef an der Landesverteidigungsakademie.
Vom 19. Februar 1997 bis 30. November 2006 war er Militärkommandant von Kärnten, wo er in Klagenfurt am Wörthersee stationiert war. Er übernahm diese Funktion von Divisionär Maximilian Liebminger, sein Nachfolger wurde Brigadier Gunther Spath.
Der Offizier ist zudem Landesgeschäftsführer des Schwarzen Kreuzes.

### Privates
Gerd Ebner ist verheiratet, hat zwei Kinder und beschäftigt sich mit Geschichte, Barockmusik und Reisen.

## Auszeichnungen
- Goldene Medaille der Landeshauptstadt Klagenfurt
- 1990: Goldenes Ehrenzeichen für Verdienste um die Republik Österreich[1]
- 2001: Goldene Ehrenzeichen des Landes Kärnten
- 2006: Großes Silbernes Ehrenzeichen für Verdienste um die Republik Österreich[1]